# Las Mesas (Táchira)
Las Mesas es una localidad venezolana, capital del Municipio Antonio Rómulo Costa del Estado Táchira, en Venezuela.
Las Mesas es el principal centro urbano y la única Parroquia que forma el Municipio Antonio Rómulo Costa.

## Organización territorial
Es un pueblo pequeño y con gran afluencia turística. Cuenta con algunas aldeas alrededor:
- Agua Linda
- Cafenol
- Caliche Arriba
- Campamento MOP
- Caño Grande
- Caño Viejo
- La Quintera
- Las Flores
- Las Mesas (Centro de la Capital)
- Otovales
- Palmichales
- Piedra de Moller
- Ríos
- San Isidro
- Uracá
- Vega de Pato